# قاعده میسون
قاعده میسون (به انگلیسی: Mason's rule) روشی برای یافتن تابع تبدیل یک سیستم خطی از روی نمودار گذر سیگنال آن است. این قاعده توسط ساموئل جفرسون میسون کشف شد.

## فرمول
فرمول بهره از رابطه زیر به دست می‌آید:
{\displaystyle G={\frac {y_{\text{out}}}{y_{\text{in}}}}={\frac {\sum _{k=1}^{N}{G_{k}\Delta _{k}}}{\Delta \ }}}
{\displaystyle \Delta =1-\sum L_{i}+\sum L_{i}L_{j}-\sum L_{i}L_{j}L_{k}+\cdots +(-1)^{m}\sum \cdots +\cdots }
که در آن:
- Δ = دترمینان گراف
- yin = گره متغیر ورودی
- yout = گره متغیر خروجی
- G = بهره کامل بین yin و yout
- N = تعداد مسیرهای پیشرو بین yin و yout
- Gk = بهره مسیر پیشروی kام بین yin و yout
- Li = بهره هر کدام از حلقه‌های سیستم
- LiLj = ضرب بهره دو حلقه‌ای از سیستم که هیچ گونه تقاطعی با هم ندارند
- LiLjLk = ضرب بهره سه حلقه‌ای از سیستم که هیچ گونه تقاطعی با هم ندارند
- Δk = مقدار Δ برای مسیر پیشروی kام که با حلقه‌های درگیر با همان مسیر در تماس نیست